# Tomasz Sieczkowski
Tomasz Krzysztof Sieczkowski (ur. 1975) – polski filozof, tłumacz, adiunkt Uniwersytetu Łódzkiego, doktor habilitowany filozofii specjalizujący się w dziedzinie epistemologii. 

## Działalność naukowa
Ukończył studia filozoficzne na Wydziale filozoficzno-historycznym Uniwersytetu Łódzkiego w 2000. roku. W 2006 roku, uzyskał stopień doktora nauk humanistycznych na podstawie pracy „David Hume: Krytyka epistemologii i jej teoriopoznawcze konsekwencje”. Promotorem pracy była profesor Barbara Tuchańska. Zredagowana przez niego praca otrzymała wyróżnienie, za najlepiej napisaną pracę doktorską z dziedziny nauk humanistycznych. Od 2006 pracuję w charakterze pracownika naukowego w instytucie filozofii WF-H UŁ. W 2019 na podstawie dysertacji „Nowy ateizm. Rekonstrukcja światopoglądu” otrzymał stopień doktora habilitowanego nauk humanistycznych.

## Wybrane publikacje

### Książki
- Obrona realizmu w filozofii nowożytnej i współczesnej (razem z Barbara Tuchańska; Wydawnictwo Uniwersytetu Łódzkiego, 2004)

- David Hume: krytyka epistemologii i jej teoriopoznawcze konsekwencje (Wydawnictwo Uniwersytetu Łódzkiego, 2005)
- Nowy ateizm: rekonstrukcja światopoglądu (Wydawnictwo Uniwersytetu Łódzkiego, 2018)

### Artykuły
- Sieczkowski, T. (2021). Hume’a rozum ateologiczny. Ruch Filozoficzny, 76(3), 187–202.[6]
- Sieczkowski, T. (2015). Suma wszystkich instynktów. Hume, nawyk i naturalizacja religii. Internetowy Magazyn Filozoficzny Hybris, (31), 37-57.[7]
- Sieczkowski, T. (2012). Nowy ateizm i jego wróg. Internetowy Magazyn Filozoficzny Hybris, (19), 33-57.[8]
- Sieczkowski, T. (2007). Aprioryczne źródła poznania i ich rola w epistemologicznym schemacie wiedzy[9].
- Sieczkowski, T. (2007). Wprowadzenie do zbioru Humowskiego. Nowa Krytyka, 20[10].
- Sieczkowski, T. (2006). Poznanie i jego przedmiot w kontekście epistemologicznym. Przegląd Filozoficzny, 59, 187-202.[11]

### Tłumaczenia
- Victor.J, Stinger (2018) Bóg. Błędna hipoteza. Jak nauka wykazuje, że Bóg nie istnieje[12].
- Margaret A. Boden. (2020) Sztuczna Inteligencja[13].